# Bad Buchau
Bad Buchau is een plaats in de Duitse deelstaat Baden-Württemberg en maakt deel uit van het Landkreis Biberach.
Bad Buchau telt 4.347 inwoners.

## Historie
Buchau is de naam van twee staten binnen het Heilige Roomse Rijk, namelijk de rijksabdij Buchau en de rijksstad Buchau.
In de Reichsdeputationshauptschluss van 25 februari 1803 wordt in paragraaf 13 geregeld dat zowel de rijksabdij als de rijksstad in bezit komen van de vorst van Thurn en Taxis. Dit als schadeloosstelling voor het verlies van de postrechten.
Het gebied wordt verheven tot rijksvorstendom Taxis-Buchau en is verbonden met een zetel in de rijksvorstenraad (nummer 113) van de rijksdag.
Bij de stichting van de Rijnbond in 1806 houdt het Heilige Roomse Rijk op te bestaan en komt Buchau onder de soevereiniteit van het nieuwe koninkrijk Württemberg:de mediatisering.

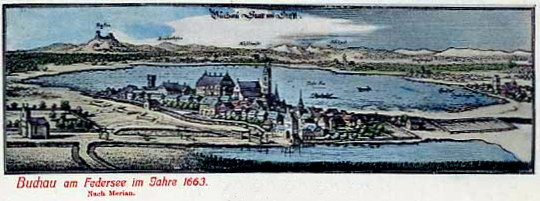
Buchau rond 1663

Achstetten ·
Alleshausen ·
Allmannsweiler ·
Altheim ·
Attenweiler ·
Bad Buchau ·
Bad Schussenried ·
Berkheim ·
Betzenweiler ·
Biberach an der Riß ·
Burgrieden ·
Dettingen an der Iller ·
Dürmentingen ·
Dürnau ·
Eberhardzell ·
Erlenmoos ·
Erolzheim ·
Ertingen ·
Gutenzell-Hürbel ·
Hochdorf ·
Ingoldingen ·
Kanzach ·
Kirchberg an der Iller ·
Kirchdorf an der Iller ·
Langenenslingen ·
Laupheim ·
Maselheim ·
Mietingen ·
Mittelbiberach ·
Moosburg ·
Ochsenhausen ·
Oggelshausen ·
Riedlingen ·
Rot an der Rot ·
Schemmerhofen ·
Schwendi ·
Seekirch ·
Steinhausen an der Rottum ·
Tannheim ·
Tiefenbach ·
Ummendorf ·
Unlingen ·
Uttenweiler ·
Wain ·
Warthausen